# Daylight Again
Daylight Again — четвёртый студийный альбом американской супергруппы Crosby, Stills & Nash, выпущенный 21 июня 1982 года на лейбле Atlantic Records
Он стал третьим студийным альбомом в составе трио и занял 8-е место в чарте альбомов Billboard 200, в последний раз попав в первую десятку до смерти Дэвида Кросби в 2023 году. Из альбома было выпущено три сингла, все они попали в Billboard Hot 100: «Wasted on the Way» занял 9-е место, «Southern Cross» — 18-е, а «Too Much Love to Hide» — 69-е. Альбом был сертифицирован RIAA как платиновый с продажами в 1 850 000 экземпляров.

## История
Хотя Кросби, Стиллс и Нэш были вместе уже более десяти лет, когда вышел альбом Daylight Again (1982), это был всего лишь третий студийный лонгплей, состоящий из одновременно нового материала. Изначально проект создавался как совместная работа Стивена Стиллза (гитара/банджо/клавишные/перкуссия/вокал) и Грэма Нэша (гитара/клавишные/перкуссия/вокал), поскольку Дэвид Кросби впал в состояние вечной наркотической зависимости, вызванной самим собой. Тем не менее, Кросби был включен в состав группы, хотя, возможно, только по названию, и его лирическая песня «Delta» является одним из лучших его вкладов. Возможно, самым показательным элементом состояния трио стало добавление вокала Тимоти Б. Шмита из Eagles и члена группы CSN Майка Финнигана (клавишные/вокал).

## Отзывы
| Оценки критиков | Оценки критиков |
| Источник        | Оценка          |
| --------------- | --------------- |
| Allmusic        | [ 2 ]           |
| The Music Box   | [ 3 ]           |

Альбом получил положительные отзывы от музыкальных критиков. Линдси Планер из AllMusic отметил, что группа «предоставляют на суд слушателей настоящий и неизменно превосходный материал. Среди наиболее заметных — песня Нэша „Wasted on the Way“, которая в лирическом плане была одой состоянию союза группы, и совместная работа Стиллса с братьями Кертис над „Southern Cross“. Обе песни были изданы в виде синглов и стали одними из самых известных треков не только на Daylight Again, но и в каноне CSN после 60-х. На диске также есть несколько проникновенных баллад, таких как „Song for Susan“, которую Нэш написал для своей супруги, и не менее эмоциональная „You Are Alive“ Стиллса. В отличие от них, открывающая альбом песня „Turn Your Back on Love“, а также „Too Much Love to Hide“ и „Since I Met You“ — все это темповые, полновесные рокеры, написанные Стиллзом, и одни из самых ярких фритов гитариста под псевдонимом CSN. Завершает диск единственная сольная композиция Стиллса в альбоме — двухчастный трек, сочетающий недавно написанную элегию о Гражданской войне с припевом гимна 1970 года „Find the Cost of Freedom“. И снова отсутствие Кросби отмечено включением вокала Арта Гарфанкела на место Кросби. Daylight Again ни в коем случае не является таким же безвкусным, как их следующий студийный альбом Live It Up (1990)».

## Список композиций

### Side one
| №  | Название                 | Автор(ы)                                     | Длительность |
| -- | ------------------------ | -------------------------------------------- | ------------ |
| 1. | «Turn Your Back on Love» | Stephen Stills Graham Nash Michael Stergis   | 4:51         |
| 2. | «Wasted on the Way»      | Graham Nash                                  | 2:52         |
| 3. | «Southern Cross»         | Stephen Stills Richard Curtis Michael Curtis | 4:41         |
| 4. | «Into the Darkness»      | Graham Nash                                  | 3:23         |
| 5. | «Delta»                  | David Crosby                                 | 4:15         |

### Side two
| №  | Название                                  | Автор(ы)                       | Длительность |
| -- | ----------------------------------------- | ------------------------------ | ------------ |
| 1. | «Since I Met You»                         | Stephen Stills Michael Stergis | 3:12         |
| 2. | «Too Much Love to Hide»                   | Stephen Stills Gerry Tolman    | 3:58         |
| 3. | «Song for Susan»                          | Graham Nash                    | 3:08         |
| 4. | «You Are Alive»                           | Stephen Stills Michael Stergis | 3:04         |
| 5. | «Might As Well Have a Good Time»          | Judy Henske Craig Doerge       | 4:28         |
| 6. | «Daylight Again/Find the Cost of Freedom» | Stephen Stills                 | 2:36         |

### Бонусные треки издания 2006 года
| №   | Название                         | Автор(ы)                   | Длительность |
| --- | -------------------------------- | -------------------------- | ------------ |
| 12. | «Raise a Voice»                  | Graham Nash Stephen Stills | 2:34         |
| 13. | «Feel Your Love»                 | Stephen Stills Graham Nash | 4:28         |
| 14. | «Tomorrow Is Another Day»        | Stephen Stills             | 4:05         |
| 15. | «Might As Well Have a Good Time» | Judy Henske Craig Doerge   | 4:15         |

## Чарты
| Чарт (1982)                        | Высшая позиция |
| ---------------------------------- | -------------- |
| US Top LPs & Tape (Billboard)      | 8              |
| Canadian RPM 100 Albums            | 30             |
| Norwegian VG-lista Albums          | 14             |
| Australian Kent Music Report Chart | 46             |
| Dutch MegaCharts Albums            | 14             |
| French Album Charts                | 18             |
| West German Album Charts           | 31             |
| Swedish Album Charts               | 18             |
| US Cash Box Top 100 Albums         | 8              |

| Год  | Сингл                   | Чарт                               | Высшая позиция |
| ---- | ----------------------- | ---------------------------------- | -------------- |
| 1982 | «Wasted On The Way»     | US Billboard Hot 100               | 9              |
| 1982 | «Wasted On The Way»     | Netherlands (Single Top 100)       | 38             |
| 1982 | «Wasted On The Way»     | Canada Adult Contemporary (RPM)    | 3              |
| 1982 | «Wasted On The Way»     | US Adult Contemporary (Billboard)  | 2              |
| 1982 | «Wasted On The Way»     | Australia (Go-Set National Top 40) | 96             |
| 1982 | «Wasted On The Way»     | US Modern Rock (Billboard)         | 9              |
| 1982 | «Wasted On The Way»     | US Hot Country Songs (Billboard)   | 87             |
| 1982 | «Wasted On The Way»     | US Top Singles (Cash Box)          | 8              |
| 1982 | «Wasted On The Way»     | France Singles Chart               | 53             |
| 1982 | «Southern Cross»        | US Billboard Hot 100               | 18             |
| 1982 | «Southern Cross»        | Canada Adult Contemporary (RPM)    | 1              |
| 1982 | «Southern Cross»        | US Top Singles (Cash Box)          | 18             |
| 1982 | «Southern Cross»        | US Modern Rock (Billboard)         | 39             |
| 1983 | «Too Much Love To Hide» | US Billboard Hot 100               | 69             |
| 1983 | «Too Much Love To Hide» | US Modern Rock (Billboard)         | 46             |
| 1983 | «Too Much Love To Hide» | US Top Singles (Cash Box)          | 81             |

### Годовые итоговые чарты
| Чарт (1982)           | Позиция |
| --------------------- | ------- |
| US Cashbox Year-End   | 37      |
| Чарт (1983)           | Позиция |
| US Billboard Year-End | 86      |

## Сертификации
| Регион                                                      | Сертификация | Продажи    |
| ----------------------------------------------------------- | ------------ | ---------- |
| США (RIAA)                                                  | Платиновый   | 1 000 000^ |
| ^ Данные о тиражах приведены только на основе сертификации. |              |            |